# 茲維里內茨
兹維里内茨（羅馬化：Zvirynets）是乌克兰首都基輔的街區，坐落於該市市中心的佩切爾斯克區。1918年，當地一個火炮仓库发生爆炸，导致許多建筑被毁。